# Cephalon (Unternehmen)
Cephalon, Inc. war ein US-amerikanisches Pharmaunternehmen. Das 1987 gegründete Unternehmen wurde 2011 vom israelischen Pharmakonzern Teva übernommen.

## Unternehmen
Cephalon beschäftigte in den USA und in Europa 2008 circa 2800 Mitarbeiter. Das Unternehmen hatte Niederlassungen in West Chester, (Pennsylvania), Salt Lake City (Utah), Minneapolis (Minnesota), Guildford (England), München (Deutschland) und Maisons-Alfort (Frankreich). Der Firmensitz befand sich in Frazer (Pennsylvania).
2005 wurde das europäische Pharmaunternehmen Zeneus aufgekauft. Im Februar 2010 wurde der Kauf des schweizerischen Pharmaunternehmens Mepha bekanntgegeben. Am 14. Oktober 2011 wurde Cephalon vom israelischen Unternehmen Teva Pharmaceutical Industries übernommen, dass auch den Vertreib der Produkte übernimmt.

## Produkte (Auswahl)
Produkte des Unternehmens mit ihren Wirkstoffen in Klammern (Nach Übernahme Vertrieb durch Teva):
- Provigil und Vigil (Modafinil)
- Actiq (Fentanyl)
- Nuvigil (Armodafinil)
- Targretin (Bexaroten)
- Trisenox (Arsen(III)-oxid)
- Vivitrol (Naltrexon)
- Myocet (Doxorubicin)